# Český rozhlas
Český rozhlas (ČRo) je veřejnoprávní instituce provozující celoplošné rozhlasové vysílání na území Česka. Zřízen byl v roce 1992 zákonem o Českém rozhlasu, který stanovuje rámec jeho fungování, včetně plnění úkolů veřejné služby v oblasti rozhlasového vysílání a způsobu financování. Jako médium veřejné služby má zajišťovat všem občanům přístup k informacím, kultuře, vzdělání a zábavě. Působí jako nástupce předchozího státního Československého rozhlasu. Vysílá na 12 celoplošných a 14 regionálních stanicích, včetně zahraničního vysílání na objednávku státu. Sídlí v Praze v budově ve Vinohradské třídě. Generálním ředitelem Českého rozhlasu je od roku 2016 René Zavoral.

## Historie

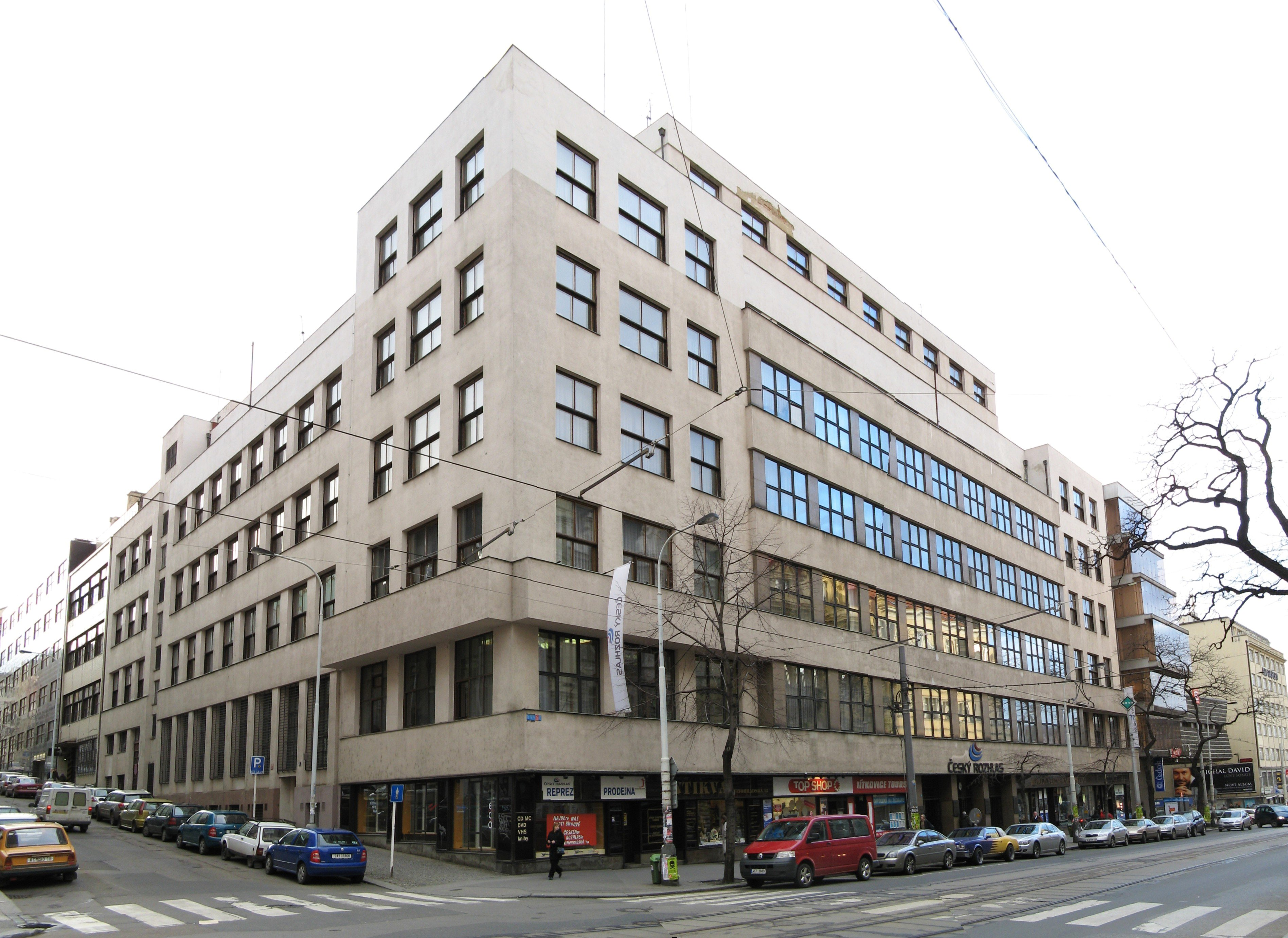
Hlavní budova Českého rozhlasu v Praze ve Vinohradské třídě

Pravidelné rozhlasové vysílání bylo v Československu zahájeno 18. května 1923 soukromou společností Radiojournal, kterou od roku 1925 vlastnil z 51 % skrze Československou poštu stát. Československo se tak po Velké Británii, kde tamní BBC začala vysílat roku 1922, stalo druhou zemí v Evropě, která měla řádné rozhlasové vysílání. Od roku 1933 sídlil Radiojournal v Praze v budově Vinohradská 12. Na konci roku 1938 změnil Radiojournal jméno na Česko-Slovenský rozhlas. Po odtržení Slovenska v březnu 1939 vznikl samostatný Slovenský rozhlas, zatímco v protektorátu Čechy a Morava fungoval Český rozhlas. V závěru druhé světové války proběhly v rámci pražského povstání začátkem května 1945 boje o budovu rozhlasu v Praze.
Český i Slovenský rozhlas provozovaly rozhlasové vysílání i po druhé světové válce, ovšem už pod společnou hlavičkou Československého rozhlasu. Samotný Československý rozhlas (ČsRo) vznikl jako státní podnik v roce 1948 a v dalších desetiletích byl pod vlivem vládnoucí Komunistické strany Československa. Od 1. ledna 1969 byl organizačně dělen na Český rozhlas a Slovenský rozhlas. Po sametové revoluci v roce 1989 došlo postupně k reorganizaci celého rozhlasového vysílání. V roce 1991 byly ve federálním Československu zřízeny dva nové veřejnoprávní subjekty, nejprve Slovenský rozhlas, poté i Český rozhlas. Československému rozhlasu zbylo provozování celostátní federální stanice Československo a zahraničního vysílání.
Český rozhlas (ČRo) byl zřízen zákonem České národní rady č. 484/1991 Sb., o Českém rozhlasu, k 1. lednu 1992 jakožto veřejnoprávní rozhlas s majetkem převedeným z Československého rozhlasu. Jeho sídlem se stala budova Vinohradská 12 v Praze, kde do té doby sídlil ČsRo. Od něj také převzal provoz českých stanic Praha, Vltava, Regina a regionálních okruhů. Toto uspořádání fungovalo do konce roku 1992, kdy zaniklo Československo i Československý rozhlas.
Se vznikem samostatné České republiky došlo 1. ledna 1993 ke změnám. Zaniklou federální zpravodajskou stanici Československu nahradil v rámci ČRo nový obdobný okruh Radiožurnál, Český rozhlas rovněž převzal zahraniční vysílání pod názvem Radio Praha. Stanice Praha, Vltava, Regina a české regionální okruhy zůstaly beze změn. K 1. lednu 1993 se Český rozhlas stal členem Evropské vysílací unie (EBU). Roku 1995 byl do majetku ČRo převeden rozestavěný mrakodrap v Praze na Pankráci, původně zamýšlený jako nové sídlo Československého rozhlasu. Budova byla roku 1999 odprodána a po přestavbě, dokončené v roce 2007, z něj vznikla kancelářská budova City Tower. V roce 1995 zahájila provoz stanice Český rozhlas 6/Rádio Svobodná Evropa a téhož roku začalo fungovat vysílání Radia Praha přes internet. Internetové vysílání okruhu Radiožurnál začalo v roce 1998, tehdy bylo ukončeno vysílání rozhlasu po drátě.
V roce 1999 zahájil v Praze Český rozhlas experimentální digitální rozhlasové vysílání. Roku 2002 skončila spolupráce Českého rozhlasu a Svobodné Evropy, takže bývalá společná stanice změnila název na Český rozhlas 6. V říjnu 2005 bylo zahájeno řádné digitální televizní vysílání DVB-T, přičemž do prvního multiplexu byly zařazeny i některé okruhy ČRo. K velkému rozšíření počtu stanic ČRo došlo v roce 2005. Tehdy začaly vysílat okruhy D-dur, Rádio Česko a Leonardo, roku 2006 je doplnila ještě stanice Radio Wave.

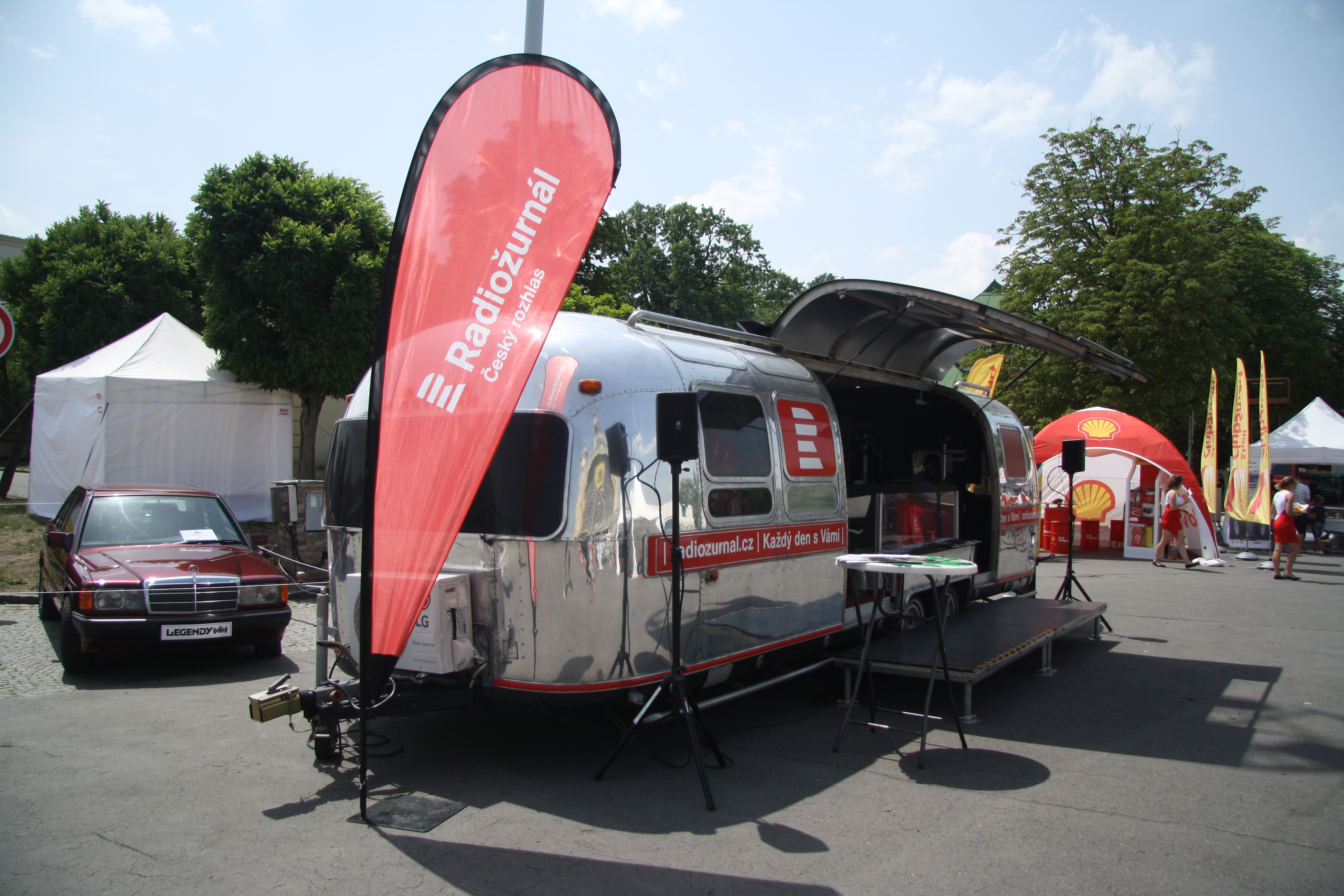
Mobilní studio stanice Radiožurnál

Během první poloviny druhé dekády 21. století proběhly další změny. Počátkem roku 2011 bylo ukončeno vysílání ČRo 7 Radio Praha na krátkých vlnách, během roku 2011 se z okruhu Praha stala Dvojka a o rok později vznikla stanice Rádio Junior, včetně streamu Rádio Junior – Písničky. Roku 2013 byly zrušeny okruhy Český rozhlas 6, Rádio Česko a Leonardo, které byly společně nahrazeny novou stanicí Plus. Téhož roku také začaly vysílat okruhy Jazz a Rádio Retro. V roce 2014 vznikla stanice Sport, fungující do roku 2017. Český rozhlas zahájil v roce 2015 experimentální digitální vysílání DAB+, které v červnu 2017 změnil na řádné (multiplex ČRo DAB+). Od března 2018 vysílá ČRo prostřednictvím DVB-T2, přičemž vysílání standardu DVB-T bylo Českým rozhlasem ukončeno v září 2020. V roce 2019 bylo zahraniční Radio Praha přejmenováno na Radio Prague Internetional. Od roku 2020 jsou všechny celoplošné a regionální stanice ČRo dostupné také v satelitním vysílání DVB-S2 přes družici Astra 3A (pozice 23,5° východně); výjimkou byla stanice Rádio Retro, místo které na satelitu vysílalo Radio Prague International. V roce 2021 byl zahájen provoz sportovní stanice Český rozhlas Radiožurnál Sport a stanice pro seniory Český rozhlas Pohoda, vysílání ukončilo Rádio Retro. Na konci roku 2021 bylo ukončeno vysílání stanic Radiožurnál, Dvojka a Plus na pásmech středních a dlouhých vln, a tedy celkově ukončeno vysílání Českého rozhlasu přes AM. Během ruské invaze na Ukrajinu začal Český rozhlas v březnu 2022 přebírat signál ukrajinského veřejnoprávní vysílací společnosti NSTU, který zařadil do vlastního internetového přenosu rozhlasového vysílání. Roku 2024 došlo k přejmenování regionální stanice Český rozhlas Region na Český rozhlas Střední Čechy.
V roce 2021 zamýšlel Český rozhlas spuštění stanice Lidovka, která se měla věnovat folklóru a dechové hudbě.

## Vysílání
Český rozhlas provozuje 12 celoplošných stanic a dalších 14 regionálních stanic. Všechny stanice ČRo vysílají prostřednictvím internetového streamu, většina digitálně přes DAB+ a DVB, část analogově přes pozemní vysílače.

### Celoplošné stanice
| Logo | Název                      | Popis |
| ---- | -------------------------- | --- |
|      | Radiožurnál                | Stanice vznikla v roce 1993, kdy nahradila federální stanici Československo. Radiožurnál je zpravodajská a publicistická stanice zaměřená na infotainment, nabízí tedy různé zpravodajské a publicistické relace (vč. dopravního, sportovního zpravodajství a počasí) nebo sportovní přenosy.  |
|      | Dvojka                     | Do konce roku 1991 ji provozoval Československý rozhlas. Stanice, která do roku 2011 nesla název Praha, je zaměřena na posluchačky středního a vyššího věku – vysílá hlavně tzv. proud moderovaný známými herci, různé rozhlasové hry, četby na pokračování, komentáře a zábavné pořady.       |
|      | Vltava                     | Do konce roku 1991 ji provozoval Československý rozhlas. Stanice se věnuje kulturnímu dění, klasické a jazzové hudbě, rozhlasovým hrám a četbě. |
|      | Plus                       | Analyticko-publicistická stanice, vzniklá v roce 2013, vysílá mluvené slovo: zpravodajství, komentáře, publicistiku, populárně naučné pořady. |
|      | Radiožurnál Sport          | Sportovní stanice s přímými přenosy, reportážemi a tematickými magazíny. Vznikla v roce 2021. |
|      | Radio Wave                 | Stanice s informacemi, zábavou, hudbou a tématy pro mladé posluchače. Vznikla v roce 2006. |
|      | D-dur                      | Vznikla v roce 2005 a vysílá klasickou hudbu. |
|      | Jazz                       | Jazzová stanice s akcentem na evropskou tvorbu. Vznikla v roce 2013. |
|      | Rádio Junior               | Stanice, která vznikla v roce 2012, je určena dětským posluchačům. |
|      | Pohoda                     | Stanice určená pro seniory zahájila vysílání roku 2021. |
|      | Rádio Junior – Písničky    | Internetový stream bez mluveného slova s písničkami pro děti, od roku 2012 doplněk Rádia Junior. |
|      | Radio Prague International | Do konce roku 1992 stanici provozoval Československý rozhlas, do roku 2019 nesla název Radio Praha. Vysílání do zahraničí v angličtině, němčině, ruštině, francouzštině a španělštině, které je realizováno na objednávku státu (financováno Ministerstvem zahraničních věcí České republiky). |

### Regionální stanice
Regionální stanice vysílají každodenně od 5. do 19. hodiny (ČRo Brno, Plzeň a Ostrava do 19.30 hod) s několika přestávkami. V těchto přestávkách, večer a v noci jsou celoplošně vysílány pořady středočeského ČRo Region.
| Logo | Název                | Popis |
| ---- | -------------------- | --- |
|      | ČRo Brno             | Vysílání pro Jihomoravský kraj. Stanice vznikla v roce 1924. Nejposlouchanější regionální stanice ČRo, má vlastní playlist jen s českými a slovenskými písničkami. |
|      | ČRo České Budějovice | Vysílání pro Jihočeský kraj. Stanice vznikla v roce 1945. Jako jediná regionální stanice vysílá četbu na pokračování.                                              |
|      | ČRo Hradec Králové   | Vysílání pro Královéhradecký kraj. Stanice vznikla v roce 1945. |
|      | ČRo Karlovy Vary     | Vysílání pro Karlovarský kraj. Stanice vznikla v roce 2018. |
|      | ČRo Liberec          | Vysílání pro Liberecký kraj. Stanice vznikla v roce 1946, obnovena 2016.                                                                                           |
|      | ČRo Olomouc          | Vysílání pro Olomoucký kraj. Stanice vznikla v roce 1956, obnovena 1994.                                                                                           |
|      | ČRo Ostrava          | Vysílání pro Moravskoslezský kraj. Stanice vznikla v roce 1929. |
|      | ČRo Pardubice        | Vysílání pro Pardubický kraj. Stanice vznikla v roce 1957, obnovena 2002.                                                                                          |
|      | ČRo Plzeň            | Vysílání pro Plzeňský kraj. Stanice vznikla v roce 1945. |
|      | ČRo Rádio Praha      | Vysílání pro Prahu. Stanice vznikla v roce 1964. |
|      | ČRo Sever            | Vysílání pro Ústecký kraj. Stanice vznikla v roce 1945. |
|      | ČRo Střední Čechy    | Vysílání pro Středočeský kraj. Stanice vznikla v roce 1963, obnovena 2002.                                                                                         |
|      | ČRo Vysočina         | Vysílání pro Kraj Vysočina. Stanice vznikla v roce 1956, obnovena 2002.                                                                                            |
|      | ČRo Zlín             | Vysílání pro Zlínský kraj. Stanice vznikla v roce 2017. |

### Bývalé stanice
| Logo | Název           | Popis |
| ---- | --------------- | --- |
|      | Český rozhlas 6 | Analyticko-publicistická stanice fungující v letech 1995–2013, do roku 2002 byla společným projektem ČRo a Svobodné Evropy. Nahrazena stanicí Plus. |
|      | Rádio Česko     | Zpravodajská a publicistická stanice, vysílala v letech 2005–2013. Nahrazena stanicí Plus.                                                          |
|      | Leonardo        | Populárně-naučná stanice, zaměřená na vědu, technologie, přírodu a historii, vysílala v letech 2005–2013. Nahrazena stanicí Plus.                   |
|      | Sport           | Stanice vysílající přímé přenosy i archivní záznamy ze sportovních akcí. Vysílala v letech 2014–2017.                                               |
|      | Rádio Retro     | Stanice, která se věnovala historickým událostem. Provozována v letech 2013–2021.                                                                   |

### Distribuce signálu
Aktuální k 6. lednu 2023.
| Stanice                    | VKV (FM) | DAB+           | DAB+            | DAB+   | DAB+ | DVB-T2 (MUX 21) | DVB-S2 | internet |
| Stanice                    | VKV (FM) | ČRo DAB+ Čechy | ČRo DAB+ Morava | Teleko | RTI  | DVB-T2 (MUX 21) | DVB-S2 | internet |
| -------------------------- | -------- | -------------- | --------------- | ------ | ---- | --------------- | ------ | -------- |
| Radiožurnál                | Ano      | Ano            | Ano             |        |      | Ano             | Ano    | Ano      |
| Dvojka                     | Ano      | Ano            | Ano             |        |      | Ano             | Ano    | Ano      |
| Vltava                     | Ano      | Ano            | Ano             |        |      | Ano             | Ano    | Ano      |
| Plus                       | Ano      | Ano            | Ano             |        |      | Ano             | Ano    | Ano      |
| Radiožurnál Sport          |          | Ano            | Ano             |        |      | Ano             |        | Ano      |
| Radio Wave                 |          | Ano            | Ano             |        |      | Ano             | Ano    | Ano      |
| D-dur                      |          | Ano            | Ano             |        |      | Ano             | Ano    | Ano      |
| Jazz                       |          | Ano            | Ano             |        |      | Ano             | Ano    | Ano      |
| Rádio Junior               |          | Ano            | Ano             |        |      | Ano             | Ano    | Ano      |
| Pohoda                     |          | Ano            | Ano             |        |      | Ano             |        | Ano      |
| Rádio Junior – Písničky    |          |                |                 |        |      |                 |        | Ano      |
| Radio Prague International |          |                |                 |        |      |                 | Ano    | Ano      |
| ČRo Brno                   | Ano      |                | Ano             |        |      |                 | Ano    | Ano      |
| ČRo České Budějovice       | Ano      | Ano            |                 |        |      |                 | Ano    | Ano      |
| ČRo Hradec Králové         | Ano      |                |                 | Ano    |      |                 | Ano    | Ano      |
| ČRo Karlovy Vary           | Ano      |                |                 |        | Ano  |                 | Ano    | Ano      |
| ČRo Liberec                | Ano      | Ano            |                 |        |      |                 | Ano    | Ano      |
| ČRo Olomouc                | Ano      |                | Ano             |        |      |                 | Ano    | Ano      |
| ČRo Ostrava                | Ano      |                | Ano             |        |      |                 | Ano    | Ano      |
| ČRo Pardubice              | Ano      | Ano            |                 |        |      |                 | Ano    | Ano      |
| ČRo Plzeň                  | Ano      | Ano            |                 |        |      |                 | Ano    | Ano      |
| ČRo Rádio Praha            | Ano      | Ano            | Ano             |        |      |                 | Ano    | Ano      |
| ČRo Sever                  | Ano      |                |                 | Ano    |      |                 | Ano    | Ano      |
| ČRo Střední Čechy          | Ano      | Ano            |                 |        |      |                 | Ano    | Ano      |
| ČRo Vysočina               | Ano      |                | Ano             |        |      |                 | Ano    | Ano      |
| ČRo Zlín                   | Ano      |                | Ano             |        |      |                 | Ano    | Ano      |

## Organizace

### Zákony a předpisy
Český rozhlas byl zřízen a nadále funguje na základě zákona č. 484/1991 Sb., o Českém rozhlasu, který byl Českou národní radou přijat 7. listopadu 1991, vstoupil v platnost 29. listopadu 1991 a v účinnost 1. ledna 1992. Zákon o Českém rozhlasu zejména stanovuje podmínky naplňování veřejné služby v oblasti rozhlasového vysílání a definuje působnost Rady Českého rozhlasu jako kontrolního orgánu. Na Český rozhlas se dále vztahují například zákony č. 348/2005 Sb., o rozhlasových a televizních poplatcích, č. 231/2001 Sb., o provozování rozhlasového a televizního vysílání, č. 132/2010 Sb., o audiovizuální službě na vyžádání, č. 40/1995 Sb., o regulaci reklamy, č. 106/1999 Sb., o svobodném přístupu k informacím, nebo zákon č. 121/2000 Sb., autorský zákon.
Zvláštním dokumentem je Kodex Českého rozhlasu, jehož vznik předjímá zákon o Českém rozhlasu. Kodex stanovuje zásady naplňování veřejné služby v oblasti rozhlasového vysílání závazné pro Český rozhlas a jeho pracovníky. Zákon určuje, že se porušení Kodexu kvalifikuje jako porušení pracovní kázně podle zvláštního právního předpisu, zákoníku práce. Dokument schvaluje Poslanecká sněmovna Parlamentu ČR. Podle Kodexu „Český rozhlas přispívá k vytváření prostoru pro svobodu slova, myšlení a tvorby, v němž může vyrůstat demokracie. Program a jednání Českého rozhlasu budou vždy poměřovány také etickými normami. Český rozhlas vychází z mravních tradic evropského civilizačního okruhu.“
Dalším dokumentem, jehož vznik upravuje zákon o Českém rozhlasu, je Statut Českého rozhlasu. Na návrh generálního ředitele ČRo jej schvaluje Rada Českého rozhlasu. V jednotlivých částech definuje postavení, veřejnou službu či působnost generálního ředitele. Statut rovněž stanovuje způsob jmenování a odvolání vedoucích zaměstnanců.

### Rada Českého rozhlasu
Rada Českého rozhlasu je kontrolním orgánem, jímž se uplatňuje právo veřejnosti na kontrolu tvorby a šíření programů Českého rozhlasu. Působnost Rady definuje zákon o Českém rozhlasu, mimo jiné ve věcech jmenování a odvolání generálního ředitele, zřizování rozhlasových studií, schvalování rozpočtu a kontroly hospodaření Českého rozhlasu nebo předkládání Výroční zprávy o činnosti Českého rozhlasu a Výroční zprávy o hospodaření Českého rozhlasu Poslanecké sněmovně Parlamentu ČR a Senátu Parlamentu ČR. Celkem devět členů Rady ČRo, kteří mají šestileté mandáty, volí a odvolává Poslanecká sněmovna Parlamentu ČR (6 členů) a Senát Parlamentu ČR (3 členy).

### Ombudsman Českého rozhlasu
Institut ombudsmana Českého rozhlasu byl zřízen v květnu 2016. Jeho smyslem je prohloubení dialogu mezi posluchači a Českým rozhlasem jako médiem veřejné služby. Posluchači mohou ombudsmanovi předávat své podněty k činnosti Českého rozhlasu. Ombudsman vysvětluje fungování Českého rozhlasu jako veřejnoprávního média a hájí oprávněné zájmy posluchačů Českého rozhlasu. Od roku 2016, kdy tento post vznikl, zastává pozici ombudsmana Milan Pokorný.

### Vedení Českého rozhlasu

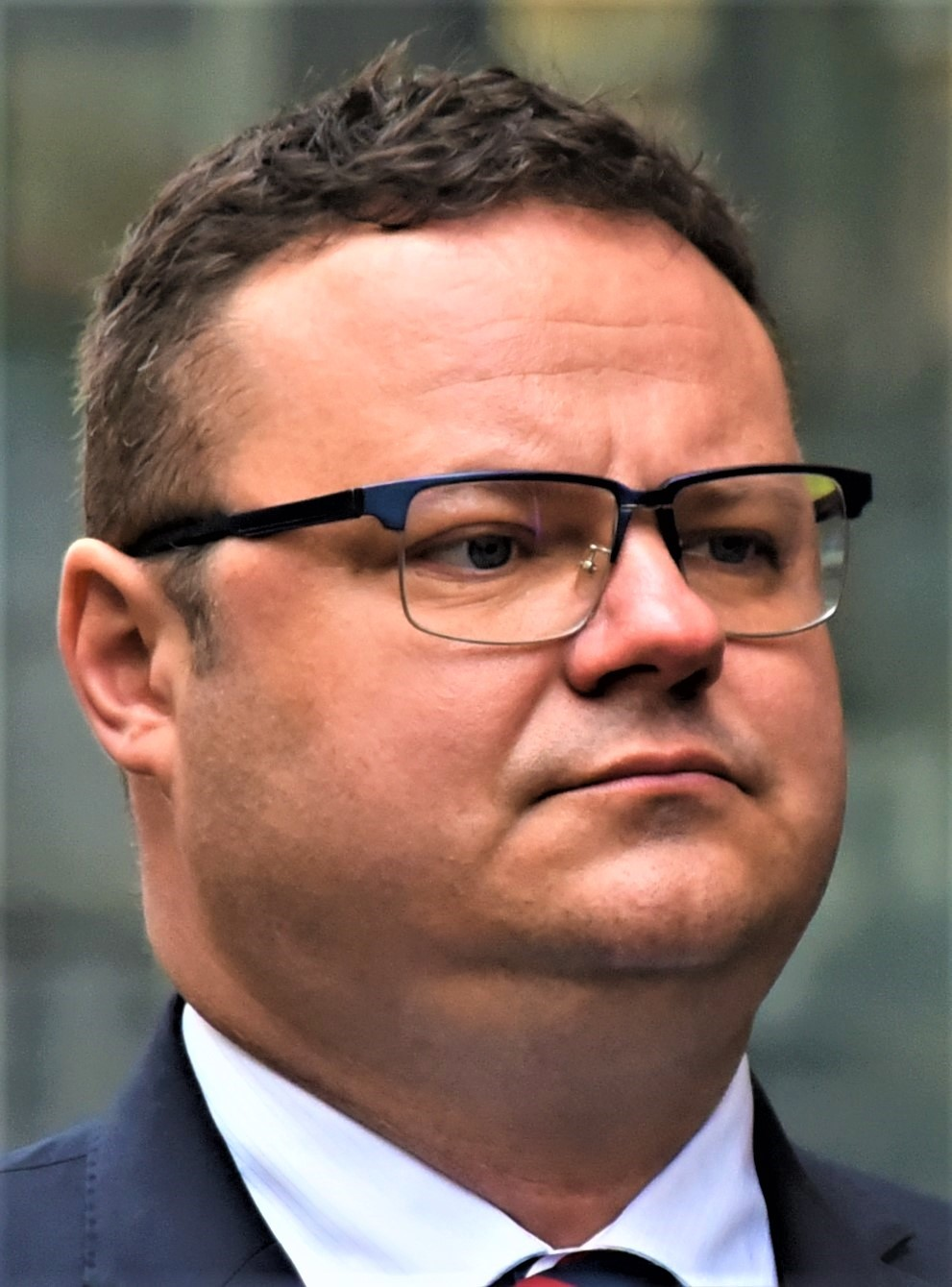
René Zavoral, generální ředitel ČRo od roku 2016

V čele Českého rozhlasu stojí generální ředitel, který je volen Radou ČRo na funkční období šesti let. Od roku 2016 je generálním ředitelem René Zavoral.
Nejvyšší management dále tvoří ředitel regionálního vysílání, ředitel zpravodajství, ředitel programu, ředitel výroby, ředitel nových médií, ředitel techniky a správy, ředitel Kanceláře generálního ředitele, ředitel komunikace, marketingu a obchodu, ředitel ekonomiky a ředitel Symfonického orchestru Českého rozhlasu.
Ve druhé polovině roku 2020 činil měsíční plat generálního ředitele René Zavorala 192 000 korun. Jako půlroční odměnu mu může Rada ČRo odsouhlasit navíc bonus až ve výši trojnásobku měsíčního platu, tedy 576 tisíc korun.

#### Seznam generálních ředitelů
| Jméno             | Od               | Do                 | Poznámky |
| ----------------- | ---------------- | ------------------ | -------- |
| Karel Hrabal      | 20. června 1969  | 30. června 1985    |          |
| Karel Kvapil      | 1. července 1985 | 30. června 1989    |          |
| Jaroslav Hacmac   | 1. září 1989     | 30. listopadu 1989 |          |
| Jan Czech         | 1. února 1990    | 30. září 1990      |          |
| Jaroslav Fridrich | 1. října 1990    | 28. února 1991     |          |
| Jiří Mejstřík     | březen 1991      | 31. prosince 1991  |          |

| Jméno           | Od                | Do                           | Poznámky           |
| --------------- | ----------------- | ---------------------------- | ------------------ |
| Jiří Mejstřík   | 1. ledna 1992     | 2. března 1992               | prozatímní ředitel |
| Jiří Mejstřík   | 2. března 1992    | 31. května 1993              |                    |
| Vlastimil Ježek | 1. července 1993  | 30. června 1999              |                    |
| Václav Kasík    | 1. července 1999  | 22. července 2009            |                    |
| Richard Medek   | 22. července 2009 | 30. září 2009                | prozatímní ředitel |
| Richard Medek   | 30. září 2009     | 28. února 2010               |                    |
| Peter Duhan     | 1. března 2010    | 28. července 2011            | prozatímní ředitel |
| Peter Duhan     | 28. července 2011 | 3. listopadu 2015            |                    |
| Karel Zýka      | 3. listopadu 2015 | 21. ledna 2016               | prozatímní ředitel |
| René Zavoral    | 21. ledna 2016    | mandát vyprší 20. ledna 2028 |                    |

### Financování
Většinu příjmů Českého rozhlasu tvoří rozhlasový poplatek. Jeho výše je stanovena zákonem a od roku 2025 činí 55 Kč měsíčně za domácnost. Roční příjem ČRo z těchto poplatků v roce 2019 činil 2,09 miliardy korun, tedy 91 % celkových příjmů Českého rozhlasu v tomto roce, které dosáhly výše 2,29 miliardy korun. Zbylých několik procent příjmů tvoří výnosy z vlastní obchodní činnosti Českého rozhlasu, kam například patří prodej omezeného reklamního času, výnosy ze sponzoringu nebo licencování nahrávek.
Podle zákona č. 231/2001 Sb., o provozování rozhlasového a televizního vysílání a o změně dalších zákonů, nesmí čas vyhrazený reklamě a teleshoppingu přesáhnout na každé celoplošné stanici Českého rozhlasu 3 minuty denně, u lokálních stanic pak nanejvýš 5 minut denně. Obchodní sdělení nesmí být zařazována do pořadů zpravodajských, publicistických a vzdělávacích, s výjimkou kulturních a sportovních přenosů, pokud je reklama jejich součástí z hlediska podmínek vysílacích práv.

### Rozhlasová studia

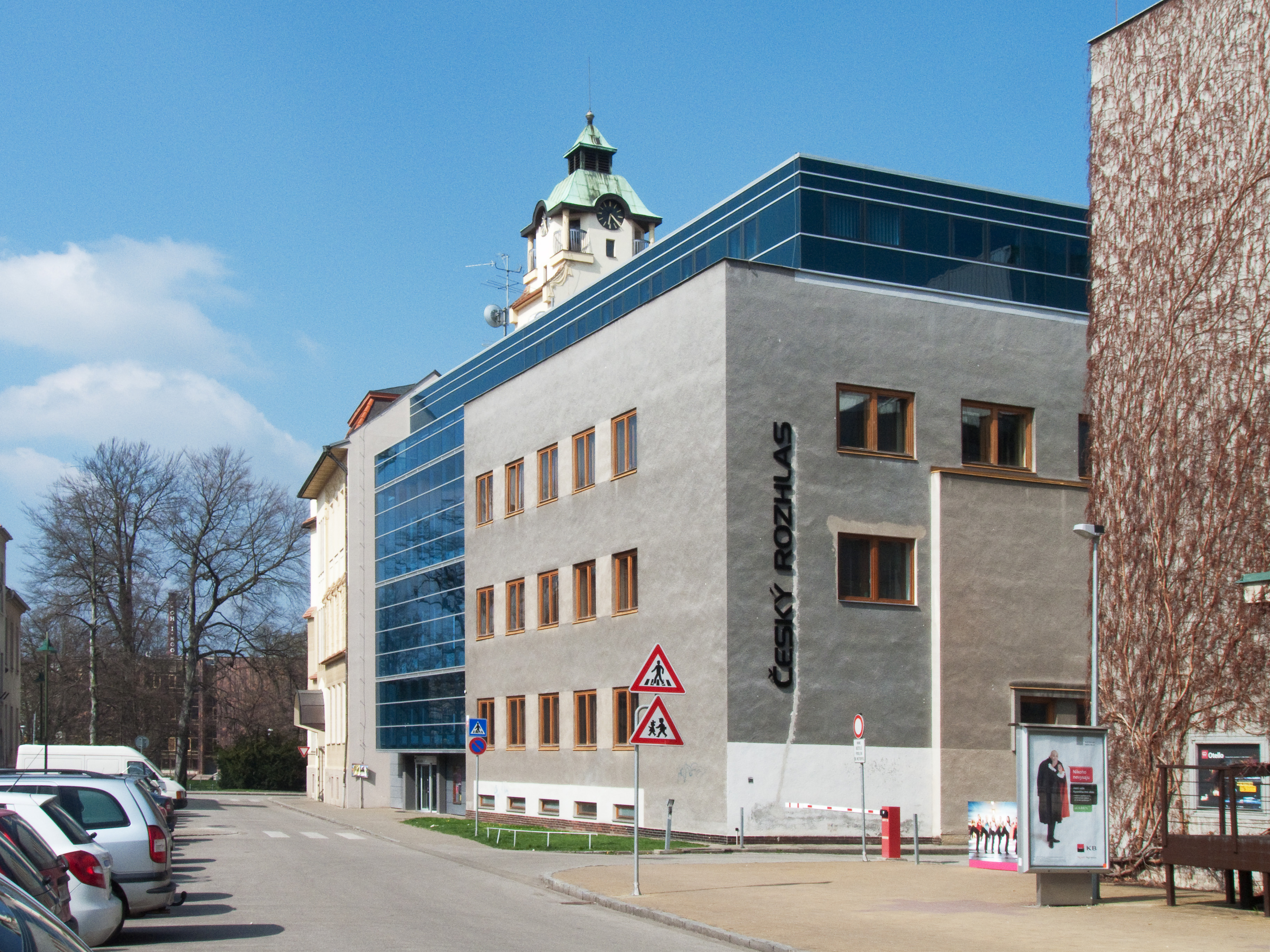
Budova ČRo České Budějovice

Podle zákona o Českém rozhlasu jsou součástí Českého rozhlasu studia v krajských městech, která zajišťují regionální vysílání pro všech 14 krajů. Jedná se tedy o studia v Brně (ČRo Brno), Českých Budějovicích (ČRo České Budějovice), Hradci Králové (ČRo Hradec Králové), Jihlavě (ČRo Vysočina), Karlových Varech (ČRo Karlovy Vary), Liberci (ČRo Liberec), Olomouci (ČRo Olomouc), Ostravě (ČRo Ostrava), Pardubicích (ČRo Pardubice), Plzni (ČRo Plzeň), Praze (ČRo Rádio Praha pro Prahu a ČRo Střední Čechy pro Středočeský kraj), Ústí nad Labem (ČRo Sever) a Zlíně (ČRo Zlín). Nejstaršími jsou studia v Brně (vznik 1924) a Ostravě (vznik 1929), nejmladšími v Liberci (obnoveno 2016), Zlíně (vznik 2017) a Karlových Varech (vznik 2018). V čele studií stojí ředitel jmenovaný a odvolávaný Radou Českého rozhlasu na návrh generálního ředitele.
Ředitel Českého rozhlasu může dle zákona zřídit či zrušit další studia umístěná mimo krajská města, v roce 2020 však žádné takové studio neexistovalo.
Hromadný podíl regionálního vysílání všech rozhlasových studií musí na celostátních stanicích, vyjma zpravodajsko-publicistických, dosahovat alespoň 30 % celkového vysílacího času.

### Orchestry a pěvecké soubory

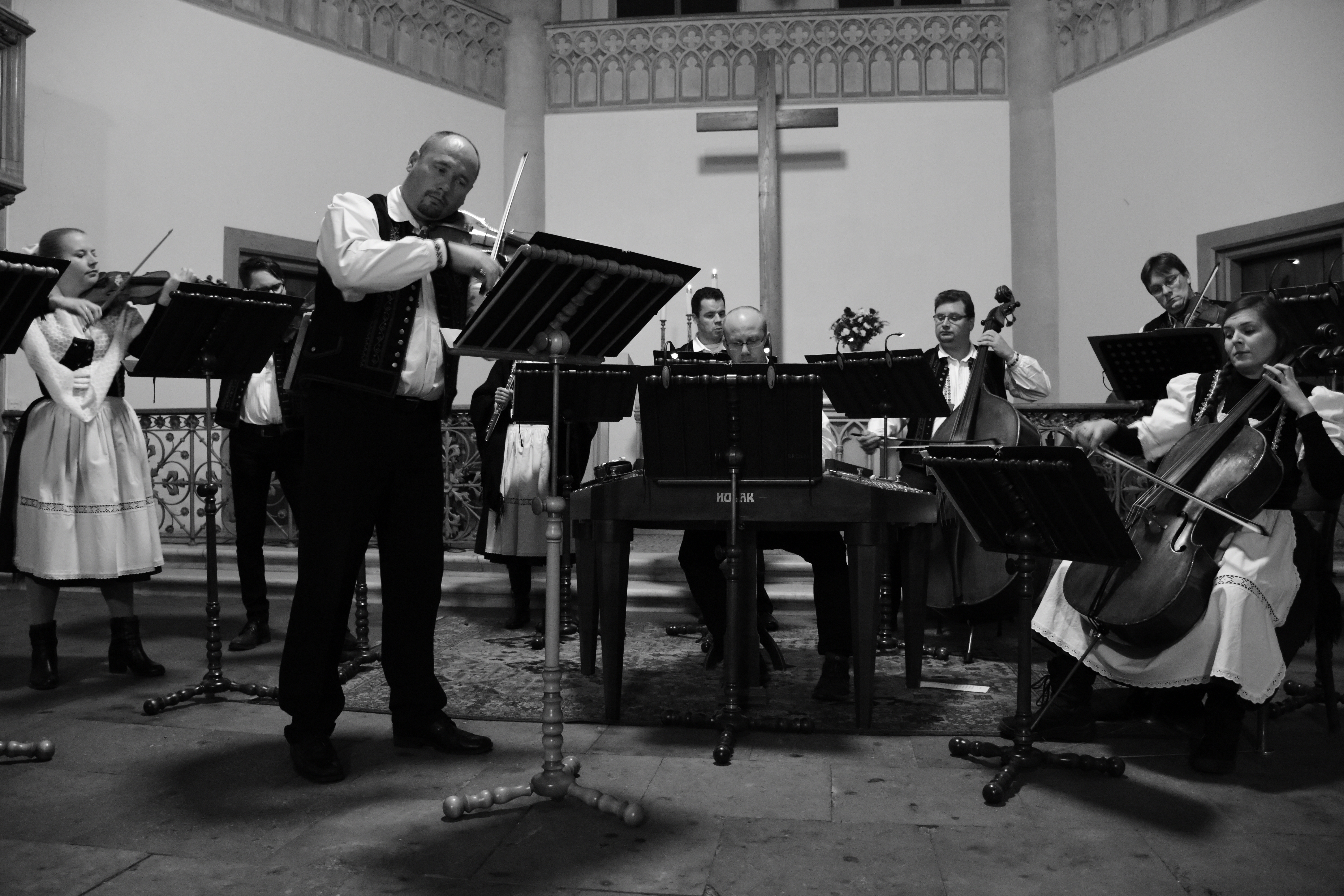
Brněnský rozhlasový orchestr lidových nástrojů

Přímou součástí Českého rozhlasu je také několik uměleckých těles. Nejstarším z nich je Symfonický orchestr Českého rozhlasu (SOČR), který vznikl v roce 1926 jako orchestr tehdejšího Radiojournalu. Dále se jedná o Dismanův rozhlasový dětský soubor (DRDS), založený roku 1935, a Dětský pěvecký sbor (DPS), který vznikl v roce 1945.
Externími soubory jsou brněnský Rozhlasový Big Band Gustava Broma (od roku 2013 je rezidenčním tělesem ČRo), jenž byl založen roku 1940, a Brněnský rozhlasový orchestr lidových nástrojů (BROLN), založený v roce 1952 a obnovený roku 2006. Pod hlavičkou českobudějovického studia působí Rozhlasový swingový orchestr Václava Hlaváče, který vznikl v roce 2004, a v rámci plzeňského studia působí převážně studiová dechová kapela Rozhlasová Plzeňačka.[zdroj⁠?!]
V minulosti bylo součástí Českého rozhlasu více profesionálních těles. Na konci roku 1992 to kromě Symfonického orchestru Českého rozhlasu a Brněnského rozhlasového orchestru lidových nástrojů, které jako jediné zůstaly v organizační struktuře instituce i v roce 1993, byly i soubory Pěvecký sbor Českého rozhlasu, Big Band Radio Praha (původně Taneční orchestr Československého rozhlasu), Orchestr Studio Brno, Ostravský rozhlasový orchestr a Plzeňský rozhlasový orchestr. Těchto pět těles se počátkem roku 1993 stalo externími smluvními soubory. Mezi lety 2002 a 2012 vystupoval pod hlavičkou Big Bandu Českého rozhlasu Big Band Václava Kozla.

### Archivní a programové fondy
Pracoviště Archivní a programové fondy spravuje archivní soubory Českého rozhlasu, pečuje o archiválie, věnuje se jejich digitalizaci, zpřístupňuje je a zajišťuje obsahovou podporu vysílání ČRo. Archiv Českého rozhlasu spadá podle zákona č. 499/2004 Sb., o archivnictví a spisové službě, mezi specializované archivy. Po britské BBC je druhým největším rozhlasovým archivem v Evropě.

### Loga
Původní logo Českého rozhlasu bylo používáno v letech 1992–1995. Od roku 1996 měl rozhlas logo vytvořené agenturou Men On The Moon, která za něj roku 1997 získala cenu Logo roku. Od roku 2013 používá Český rozhlas logo od Studia Marvil.

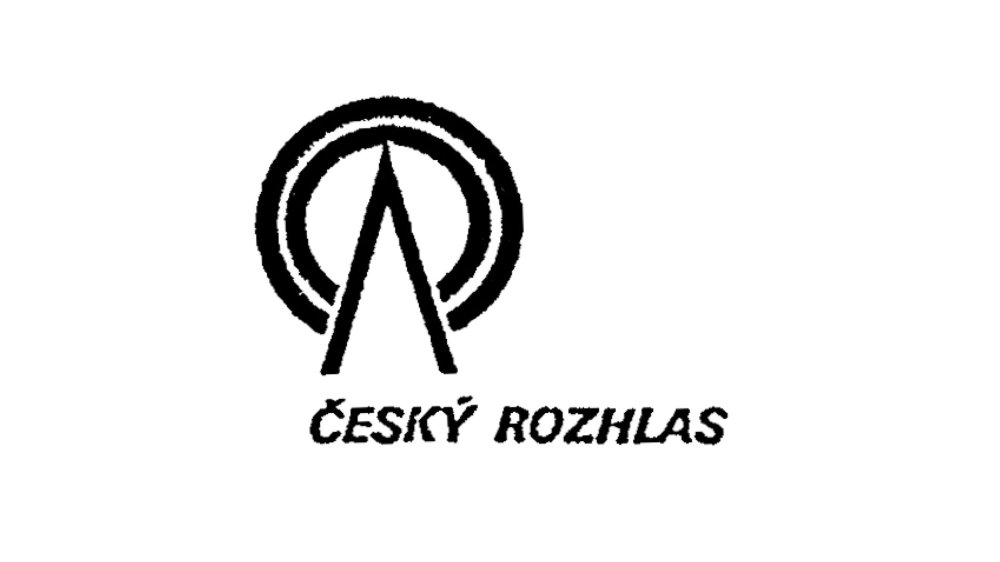
Logo z roku 1992
Logo z roku 1996
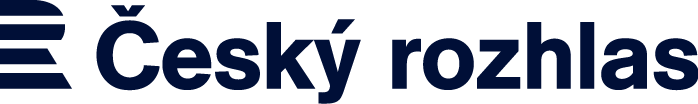
Logo z roku 2013

## Rozhlasové pořady
Ke známým pořadům Českého rozhlasu, převzatým z Československého rozhlasu, patří relace pro mladé Mikrofórum, populárně-vědecký magazín Meteor, magazín zajímavostí z domova i ze světa Kolotoč, pořad Zápisník zahraničích zpravodajů, noční diskotéka Noční proud, pohádka na dobrou noc Hajaja či motoristický pořad Zelená vlna. Mezi novější pořady patří například komediální seriál Tlučhořovi, reality show Odhalení, talk show Tobogan, nebo dokumentární cyklus Příběhy 20. století.

## Poslechovost a průzkumy důvěryhodnosti
Podle výzkumu poslechovosti českých rádií Radioprojekt byl ve druhém pololetí roku 2019 celkový podíl všech stanic Českého rozhlasu na českém rozhlasovém trhu 22,70 %. Stanice Radiožurnál byla v tomto období po Rádiu Impuls druhou nejposlouchanější celoplošnou stanicí s denní poslechovostí 927 tisíc osob a podílem 11,00 %. V kategorii regionálních stanic obsadila druhou příčku (po Rádiu Helax) stanice ČRo Brno, kterou denně poslouchalo 82 tisíc posluchačů.
V září 2018 podstoupil Český rozhlas na popud generálního ředitele René Zavorala hodnotící analýzu Evropské vysílací unie s cílem „zhodnotit stávající situaci v Českém rozhlase“ a získat „konkrétní doporučeními, na co se má Český rozhlas do budoucna zaměřit, aby posílil svoji veřejnou službu“ Podle výsledků této peer-to-peer review „Český rozhlas naplňuje dobře svou roli média veřejné služby. Je nezávislý, objektivní, dokáže být lídrem na poli inovací, kreativních řešení a nových formátů, stejně tak jako třeba techniky.“
Český rozhlas se opakovaně umísťuje mezi nejdůvěryhodnějšími českými médii. Podle zprávy Digital News Report 2020 od Reuters Institute je Český rozhlas v tomto směru třetím nejlépe hodnoceným médiem. Podle průzkumu AMI Digital Index 2019 hodnotí česká veřejnost Český rozhlas po České televizi jako druhé nejdůvěryhodnější médium s AMI Indexem důvěry 47 %.

## Další činnosti

### Vydavatelská činnost
Součástí Českého rozhlasu je Vydavatelství a nakladatelství Českého rozhlasu (vzniklo 2001), které vydává notové publikace a orchestrální materiály. ČRo je také jediným majitelem akciové společnosti Radioservis, která působí jako jeho servisní organizace, vydavatel a provozovatel e-shopu Radiotéka. Radioservis rovněž vydává periodikum Týdeník Rozhlas.
Při příležitosti 100. výročí vydal Český rozhlas v roce 2023 svou obrazovou knihu Rozhlasto.

### Galerie Vinohradská 12 a exkurze
Galerie Vinohradská 12 jsou návštěvní prostory Českého rozhlasu v suterénu historické rozhlasové budovy na pražských Vinohradech. Galerie sestává ze čtyř místností – vstupní prostor, výstavní prostor, historická expozice a konferenční sál. Ve výstavním prostoru se přibližně po měsíci střídají výstavy uměleckých děl – obrazů, kreseb, fotografií aj. Historická expozice prezentuje časovou osu vývoje rozhlasového vysílání (záznamový materiál, záznamová technika, další artefakty z rozhlasové historie, historické radiopřijímače, tiskoviny, např. historické časopisy, křestní listy pořadů apod.). Konferenční sál slouží k veřejnému poslechu rozhlasových děl, k natáčení a vysílání kontaktních pořadů, k setkávání členů Klubu rozhlasové analytické publicistiky aj.
V Galerii Vinohradská 12 začínají prohlídku rozhlasu návštěvníci exkurzí v Českém rozhlasu. Ty jsou pro občany České republiky zdarma.

### Působení na internetu
Český rozhlas otevřela jako jedna z prvních rozhlasových institucí v Evropě svá internetová vysílání i internetový archiv (tzv. Rádio na přání). Na podzim 2004 zavedl rozhlas také podcast pro pořady stanice Český rozhlas 6.
V roce 2017 zahájil Český rozhlas provoz vlastního zpravodajského serveru iROZHLAS, který zveřejňuje jak odvysílané zprávy z rozhlasu, tak i vlastní agendu redaktorů webu.

### Soutěže a festivaly
Český rozhlas je pořadatelem mezinárodního festivalu rozhlasové tvorby Prix Bohemia Radio, který se koná od roku 1976, a soutěže Concerto Bohemia (založena 1992), která má podporovat základní umělecké školy v Česku. Ve spolupráci s Akademií klasické hudby pořádá ČRo také mezinárodní rozhlasovou soutěž pro mladé hudebníky Concertino Praga, jež vznikla roku 1966.

### Charitativní činnost
Nadační fond Českého rozhlasu byl založen v roce 2000. Jeho účelem je podporovat rozvoj kultury a všech forem umění, mladé talentované umělce ze sociálně slabých rodin či jinak handicapované, podporovat rozvoj a rozšiřování vzdělání, zejména modelových a průkopnických projektů a aktivit volného času zaměřených na děti a mládež, pomáhat v oblasti sociální a zdravotní a poskytovat charitativní a humanitární pomoc. K jeho projektům patří Světluška, která vznikla v roce 2003 a pomáhá lidem s těžkým zrakovým postižením, Ježíškova vnoučata (vznikl 2016), jenž se v předvánočním čase věnuje seniorům v pobytových zařízeních, a Návštěvy POTMĚ (vznik 2018), v němž nevidomí navštěvují osamělé seniory a věnují se s nimi různým aktivitám.

### Daruj krev s Českým rozhlasem
Od roku 1992 realizuje Český rozhlas projekt zrozený v Brně „Daruj krev s Českým rozhlasem“. Jeho cílem je zvyšovat povědomí posluchačů o dárcovství krve a oslovovat prvodárce, tedy ty, kteří dosud krev nedarovali. K aktivní spolupráci na projektu se přihlásila většina transfuzních stanic v Česku. Záštitu projektu poskytly Ministerstvo zdravotnictví České republiky, Světová zdravotnická organizace, Ústav hematologie a krevní transfuze a Český červený kříž.